# Prix des Hetres
Prix des Hetres var ett årligt travlopp för 5-åriga varmblodiga travhästar som kördes på Hippodrome Cabourg i Frankrike varje år i augusti. Det är ett Grupp 3-lopp, det vill säga ett lopp av tredje högsta internationella klass. Förstapris är 31 500 euro. Loppet kördes över distansen 2875 meter.

## Vinnare
| År   | Häst               | Far             | Kusk                 | Tränare             | Tid/km |
| ---- | ------------------ | --------------- | -------------------- | ------------------- | ------ |
| 2021 | Galius             | Love You        | Yoann Lebourgeois    | Severine Raimond    | 1'13"6 |
| 2020 | Fleche du Yucca    | Prodigious      | Jean-Philippe Dubois | Philippe Moulin     | 1'13"7 |
| 2019 | Estola             | Nectar          | Yoann Lebourgeois    | Emmanuel Ruault     | 1'13"6 |
| 2018 | Django Riff        | Ready Cash      | Yoann Lebourgeois    | Philippe Allaire    | 1'13"5 |
| 2017 | Cantin de l'Eclair | Jet Fortuna     | David Thomain        | Nicolas Catherine   | 1'14"5 |
| 2016 | Bugsy Malone       | Ready Cash      | Yoann Lebourgeois    | Philippe Allaire    | 1'13"3 |
| 2015 | Amiral Sacha       | Ganymede        | Gabriele Gelormini   | Florent Lamare      | 1'16"5 |
| 2014 | Vittel de Brevol   | Jag de Bellouet | Sebastien Ernault    | Sebastien Ernault   | 1'16"6 |
| 2013 | Used to Me         | Nuage de Lait   | Jean-Étienne Dubois  | Jean-Étienne Dubois | 1'15"8 |
| 2012 | Twist des Caillons | Jam Pridem      | Matthieu Abrivard    | Mike Lenders        | 1'14"3 |
| 2011 | Son Alezan         | First de Retz   | Dominik Locqueneux   | Franck Leblanc      | 1'14"8 |
| 2010 | Roi Vert           | Achille         | Jean-Michel Bazire   | Jean-Michel Bazire  | 1'18"3 |
| 2009 | Quinoa du Gers     | Ganymede        | Jean-Michel Bazire   | Jean-Michel Bazire  | 1'14"4 |
| 2008 | President          | Gobernador      | Dominik Locqueneux   | Jean-Michel Bazire  | 1'15"5 |